# Понс де Мельгёль
Понс де Мельгёль (Pons De Melgueil, O.S.B. Clun., его имя также пишут как Ponzio, Ponce, Pontius;, его фамилию пишут как 
Margogliensi, Mergueil, Marguliès) — католический церковный деятель XII века, аббат Клюни (1109—1122).
Возведён в ранг кардинала-дьякона на консистории в январе 1120 года. Из-за недовольства монахов в 1122 году был вынужден оставить пост аббата Клюни, затем основал небольшой монастырь близ Виченцы. В 1126 году ему удалось силой вернуть себе пост аббата Клюни, он был отлучен от церкви архиепископом Лиона, а затем и папой Гонорием II.